# 21 до н. е.

## Події
- Консули Марк Лоллій та Квінт Емілій Лепід.
- Заворушення в Римі з приводу обрання консулів.
- Марк Агріппа забороняє в Римі єгипетські культи. Служителі цих культів спершу знайшли притулок за межами Памерію, а згодом за межами римських передмість.[1].
- Боротьба Агріппи з племенами астурів та кантабрів. Остаточне їх підпорядкування.
- Марк Агріппа розлучається з Клавдією Марцелл та одружується з Юлією Старшою.
- Перша згадка про квадів.

## Народилися
- Квінт Невій Корд Суторій Макрон — державний діяч Римської імперії.